# Hjalte
Hjalte er et nordisk drengenavn, der betyder "sværdhæfte". Det var navnet på en af Rolf Krakes krigere. I perioden 1985-1996 fik 188 danske drenge navnet Hjalte. Den 1. januar 2006 var der ifølge Danmarks Statistik 755 personer i Danmark med navnet Hjalte, hvilket er en stigning på 144 i forhold til året før, hvor der var 611. Navnet Hjalte ses også i andre nordiske sprog som f.eks. svensk, hvor Hjälte betyder helt. 

## Kendte personer med navnet
- Hjalte Tin, dansk globetrotter.
- Hjalte Bo Nørregaard, dansk fodboldspiller.